# Paulina Lindberg
Paulina Lindberg, född 19 maj 2002 är en svensk volleybollspelare (center). Hon spelar för Örebro Volley och Sveriges landslag. 
Lindbergs moderklubb är Sollentuna VK. Deras juniorlag var under hennes tid där framgångsrikt med återkommande topp tre placeringar vid nationella mästerskap och andra tävlingar. Hon spelade då även med U17-landslaget. Hon gick vid riksidrottsgymnasiet i Falköping (Ållebergsgymnasiet) och spelade då med deras lag RIG Falköping. Därefter följde ett år i USA med studier vid Jacksonville State University, då hon spelade med Jacksonville State Gamecocks. Hon gick över till Örebro Volley och blev med dem svensk mästare 2024. Från säsongen 2024/2025 spelar hon med Pölkky Kuusamo.